# Helius uniformis
Helius uniformis är en tvåvingeart som först beskrevs av Alexander 1914.  Helius uniformis ingår i släktet Helius och familjen småharkrankar. Inga underarter finns listade i Catalogue of Life.